# كهف أونيكس (أركنساس)
كهف أونيكس (بالإنجليزية: Onyx Cave)‏؛ هو كهف يقع في مقاطعة كارول في الولايات المتحدة.

## السياحة
يعد «كهف أونيكس» أحد مواقع الجذب السياحي في مقاطعة كارول في ولاية أركنساس الأمريكية.